# Bendiocarb
Bendiocarb ist eine chemische Verbindung aus der Gruppe der substituierten sauerstoffhaltigen Heterocyclen und Carbamate, die als Insektizid verwendet wird.

## Geschichte
Bendiocarb wurde 1971 erstmals hergestellt und durch die britische Firma Fisons auf den Markt gebracht. Es wird derzeit von Bayer CropScience und Kuo Ching unter verschiedenen Handelsnamen vertrieben: Ficam, Dycarb, Garvox, Turcam, Niomil, Seedox, Tatoos.

## Eigenschaften
Bendiocarb ist ein brennbarer farbloser Feststoff mit schwach aromatischem Geruch, welcher sehr schwer löslich in Wasser ist. Er zersetzt sich oberhalb seiner Schmelztemperatur. In wässrigen Suspensionen erfolgt eine langsame, in alkalischen Lösungen eine rasche Hydrolyse zum Phenol (NC 7312).

## Verwendung

### Biozid
Gemäß Richtlinie 98/8/EG vom 16. Februar 1998 sollen Biozidprodukte nur noch zugelassen sein, deren Wirkstoffe im Anhang (Anhang I, IA und IB) der genannten Richtlinie (für die definierte Produktart) aufgenommen wurden. Gemäß Übergangsregelung (Art. 16 Abs. 1 der Richtlinie 98/8/EG) war das Inverkehrbringen von Biozidprodukte jedoch weiterhin zugelassen, die nicht die im Anhang der Richtlinie 98/8/EG aufgeführten Wirkstoffe enthalten, sofern diese Wirkstoffe mit Stichdatum 14. Mai 2000 bereits im Verkehr waren (auch „alte Wirkstoffe“ genannt).
Gemäß Verordnung (EG) 1896/2000 vom 7. September 2000 mussten Hersteller, die die Aufnahme eines „alten Wirkstoffs“ in die Anhänge I, IA und IB beantragten wollten, den betreffenden Wirkstoff bis zum 28. März 2002 zur Notifizierung für die entsprechende Produktart gemeldet haben. Diese Frist wurde mit Verordnung (EG) 1687/2000 vom 25. September 2002. bis zum 31. Januar 2003 verlängert. Die „notifizierten Wirkstoffe“ durften folgend bis zum definitiven Entscheid über Aufnahme oder Nichtaufnahme in Anhang I, IA und IB EU-Richtlinie 98/8/EG weiterhin in Verkehr bleiben.
Mit Verordnung (EG) 2032/2003 vom 4. November 2003 wurde der Wirkstoff Bendiocarb folgend für die Produktart 18 (Insektizide) in die Liste (Anhang II) der notifizierten Wirkstoffe aufgenommen.
Mit der Verordnung (EG) 1451/2007 vom 4. Dezember 2007 über die zweite Phase des Zehn-Jahres-Arbeitsprogramms über das Inverkehrbringen von Biozid-Produkten wurde der Wirkstoff Bendiocarb in die abschließende Liste (Anhang II) der im Rahmen des Prüfprogramm zu untersuchenden Wirkstoffe aufgenommen.
Mit Erlass der Richtlinie 2012/3/EU vom 9. Februar 2012 liegt ein Entscheid vor, den Wirkstoff Bendiocarb ab 1. Februar 2014 in die entsprechende Liste (Anhang I der Richtlinie 98/8/EG) für die Produktart 18 (Insektizide) aufzunehmen. Die Abgabe von Biozidprodukten, die den Wirkstoff Bendiocarb enthalten, ist somit in der EU (die Schweiz hat diese Bestimmung übernommen) für die Produktart 18 (Insektizide) weiterhin (vorerst befristet bis 31. Januar 2024) erlaubt.

### Pflanzenschutzmittel
Der Wirkstoff wurde vor allem gegen den Kartoffelkäfer sowie zur Saatgutbeizung bei Zucker- und Futterrüben gegen den Moosknopfkäfer verwendet. Daneben wurde er gegen Garten- und Rasenameisen eingesetzt. In den Handel gelangte Bendiocarb als Spritzpulver, Saatgutpuder, Aerosol oder Granulat. Es war auch Rüben-Pillensaat erhältlich, die neben Bendiocarb mit dem Fungizid Thiram versehen war.
Bendiocarb steht nicht auf der Liste der in der EU erlaubten Pflanzenschutzmittel-Wirkstoffe. In den EU-Staaten wie Deutschland und Österreich sowie in der Schweiz ist kein Pflanzenschutzmittel mit diesem Wirkstoff zugelassen.